# Kalixbron
Kalixbron är en bro som går över Kalixälven mellan centrala Kalix och området Rolfs. Den nuvarande bron öppnades för trafik i december 2021 och är den tredje bron på denna plats. Bron ingår i vägnätet Europaväg 4, även kallad E4. Bron är 320 meter lång och 15,2 meter bred och har en 4 meter bred gång- och cykelbana.
Biltävlingar brukar hållas på isen nedanför Kalixbron. Kalix kyrka, Centrumkajen och Kalix fiskemuseum ligger i närheten av bron. Evenemanget Älven går brukar anordnas varje år sedan 1956 av den lokala Lionsklubben, och går ut på att man köper en lott och gissar på när man tror att islossningen kommer att ske i Kalixälven. Mätningen av detta sker genom att en träflotte brukar placeras en bit nedanför Kalixbron på isen. När isen väl släpper och flotten flyter med och har passerat de norra brostöden så har isen gått och den som har gissat närmast den tiden vinner.

## Den tredje (nuvarande) bron
Den tredje bron började att byggas under juli 2019, och öppnades för biltrafik den 13 december 2021. Det fanns en utredning med förslag om att bron kunde placeras antingen norr eller söder om Kalix, men det slutade med att bron behöll sitt läge, och den ligger nu nedströms från där den tidigare bron låg. Vägsträckan är utpekad av Trafikverket i ett vägnät där vägarna ska klara fordon med en bruttovikt på upp till 74 ton, vilket den gamla bron inte klarade av, och som ledde till att den nya bron kom till. En ny gång- och cykelväg i närheten av bron har byggts och blev klart under 2022 vid kyrkan och ner till Brogatan (Strandpromenaden).
I januari år 2020 var det nya brobygget tvunget att avbrytas på grund av att man vid en dykning upptäckt att en slänt bildats under ett av brostöden på älvbotten vid den tidigare bron på grund av det nya broarbetet. Upp till en fjärdedel av bottenplattan saknade då stöd mot älvbotten. Det var aldrig någon risk att bron skulle rasa enligt Trafikverket, men bron stängdes av för säkerhetens skull. Under januari-mars 2022 öppnades en isväg nedanför bron över Kalixälven då gång- och cykelbanan på den nya bron behövde nyttjas till förberedelser för arbetet med att riva den äldre bron.

## Historik

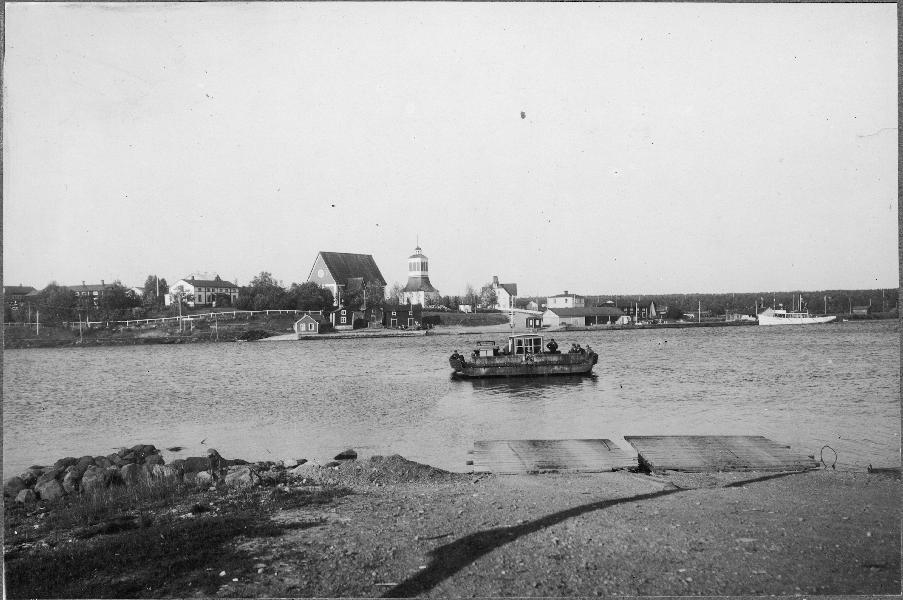
Kalix färjställe år 1926 innan den första bron fanns.
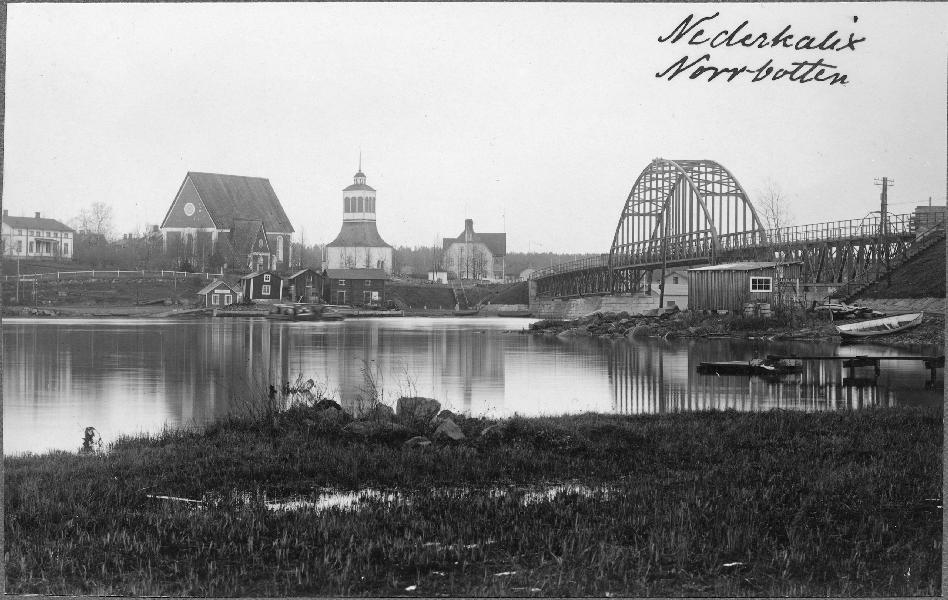
Den första Kalixbron. Med prästgården, kyrkan, klockstapeln, Grapes hus och bron.
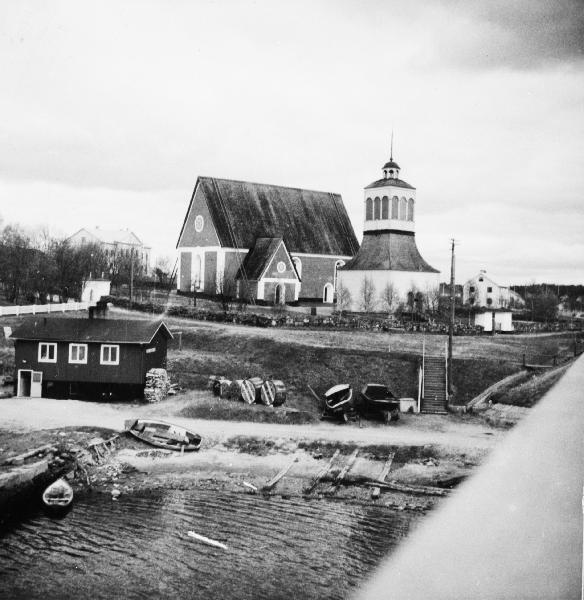
Vy från Kalix första bro mot Kalix kyrka år 1941. Till vänster fanns en slags allmän badstuga och även en bastu där kalixborna kunde bada. Här fanns även en kaj.
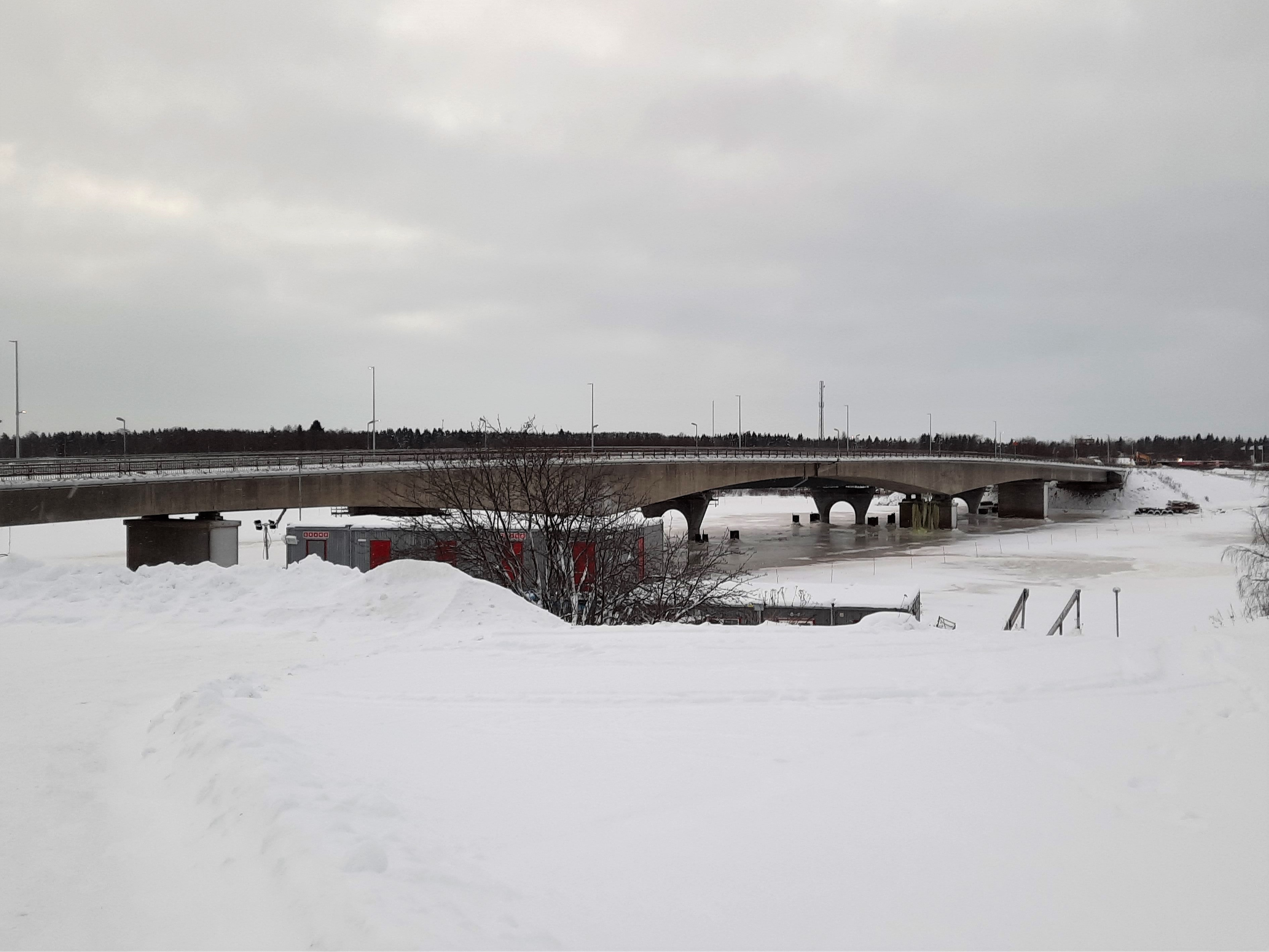
Här syns den gamla Kalixbron där den då stod kvar bredvid den nya i väntan på rivning under 2022. Enbart gång- och cykeltrafik var tillåten då, och all biltrafik hade flyttats över till den nya bron där gångbanan färdigställs först senare under året.
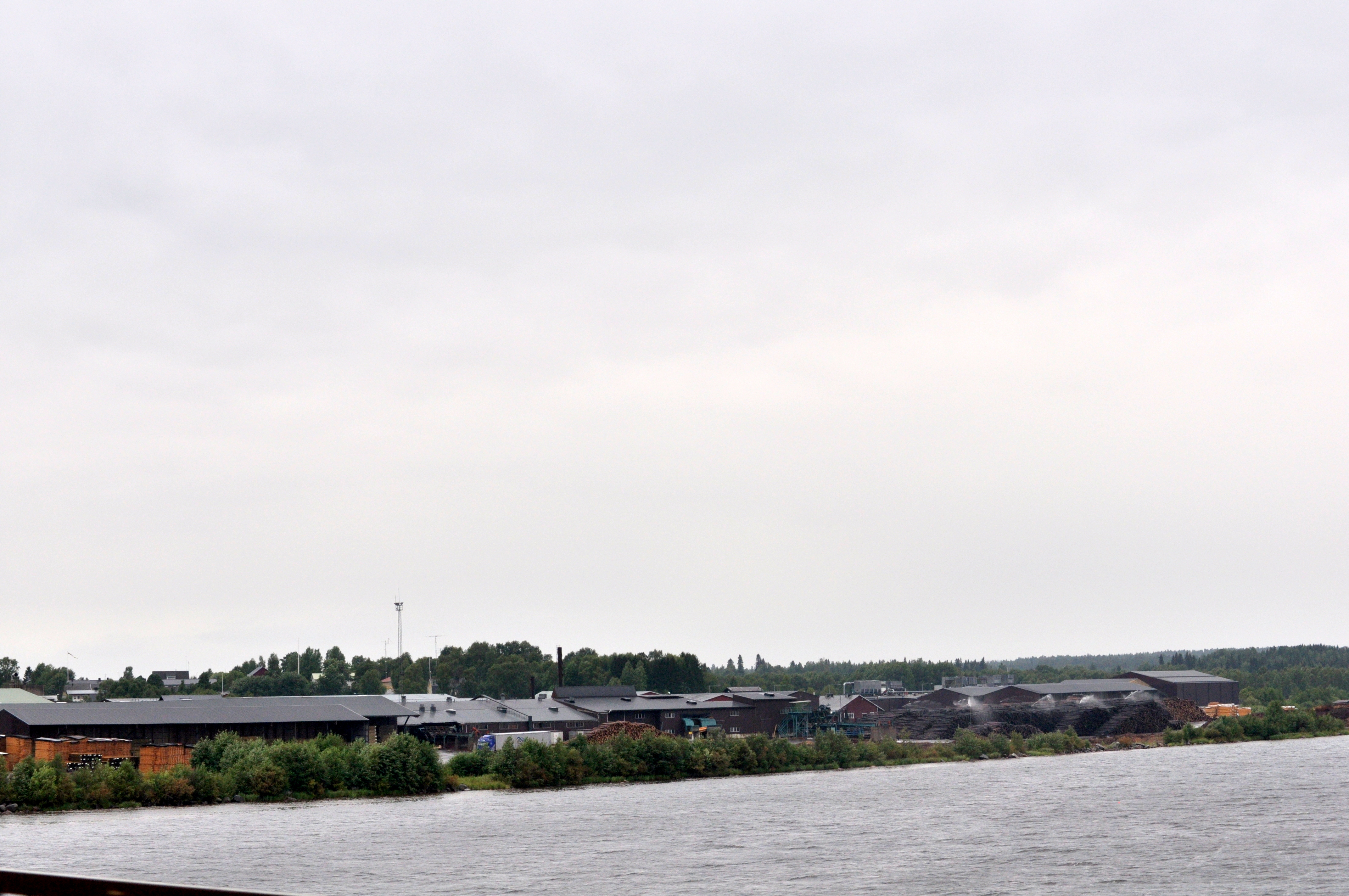
Utsikt från den tidigare Kalixbron år 2013 mot Rolfs såg.

### Den första bron
Kalix första bro öppnades år 1930. Innan dess fanns bara färjeförbindelse över älven på samma plats och kallades för Kalix färjställe där man rodde över älven med båt. Under rivningsarbetet av bron 1957 kollapsade den okontrollerat ner i isen under en arbetspaus. Ingen person kom till skada.

### Den andra bron
Körbanan på den första bron var liten, och det var svårt för två fordon att mötas. Den 19 oktober 1957 var det dags för den andra bron, en lådbalkbro, att invigas. Norrbottens landshövding Manfred Näslund talade vid invigningen. Bron var mellan landfästena 276 meter lång, 12,9 meter bred och bestod av 4 stycken mellanliggande pelare. Den 13 december 2021 stängdes bron för biltrafik men hölls öppen för gång- och cykeltrafik i ungefär 1,5 månad då GC-vägen inte var klar på den nya bron.
År 2009 gjordes en utredning i vilket skick bron var. Alternativen var att antingen behövde omfattande reparationer göras, eller så skulle bron behöva bytas ut senast år 2015. Man valde då att reparera bron. Senare konstaterades bron som utdömd, och beslutet om att en ny bro skulle byggas kom år 2017. Den äldre bron revs under våren 2022 när isen hade försvunnit och brodelarna fraktades bort med pråm.

### Verksamhet/byggnader vid Kalixbron
Förr i tiden fanns sockenmagasinet vid kyrkan, ett slags förråd som var avsett för förvaring av spannmål, och som kunde användas av socknens bönder. Det har även funnits ett antal hus runt området, och en affär. Jonssons affär låg nära kajen och grundades 1905 av Carl Wictor Jonsson, som gick bort 1917. Hustrun Hemera Jonsson (1878–1958) övertog verksamheten fram till år 1941 då verksamheten flyttade upp till nuvarande Köpmannagatan, som fram tills 1947 hette Storgatan. Paret Jonssons son Carl Wictor Jonsson (1917–2007), känd som Kalle Jonsson, övertog senare affären och drev den fram till strax före sin död 2007.